# Jazzy Blue
『Jazzy Blue』（ジャジー・ブルー）は、日本のバンド　ボサノバカサノバが1995年11月22日にリリースした3枚目のアルバムである。

## 収録曲
1. 涙がこぼれる夜だから
2. Funny Honey Birthday
3. おやすみBABY
4. You Don't Have To Be A Star
5. BLUE MOON
6. Once More Once Again